# Bernhard Wieck

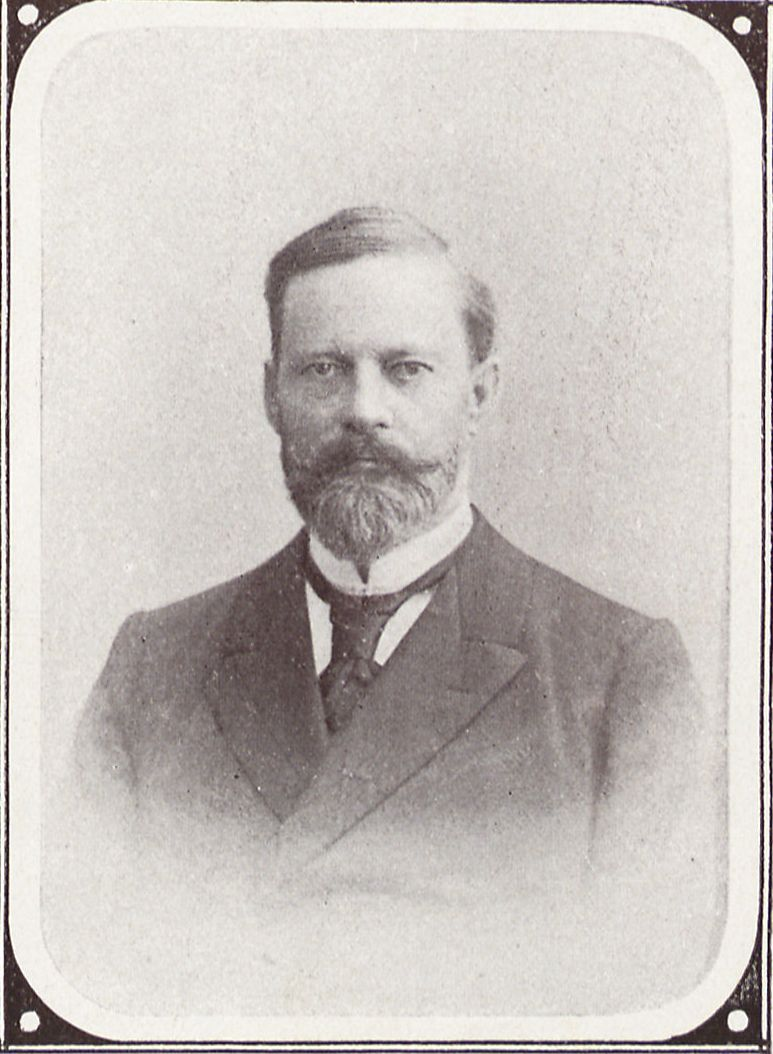
Bernhard WieckAmts- und Gemeinde-Vorsteher von Grunewald

Bernhard Wieck (* 8. Mai 1845 in Schleswig; † 26. August 1913 in Berlin-Grunewald) war ein deutscher Ingenieur. Von 1899 bis zu seinem Tode war Wieck der erste Amts- und Gemeindevorsteher Grunewalds.

## Leben

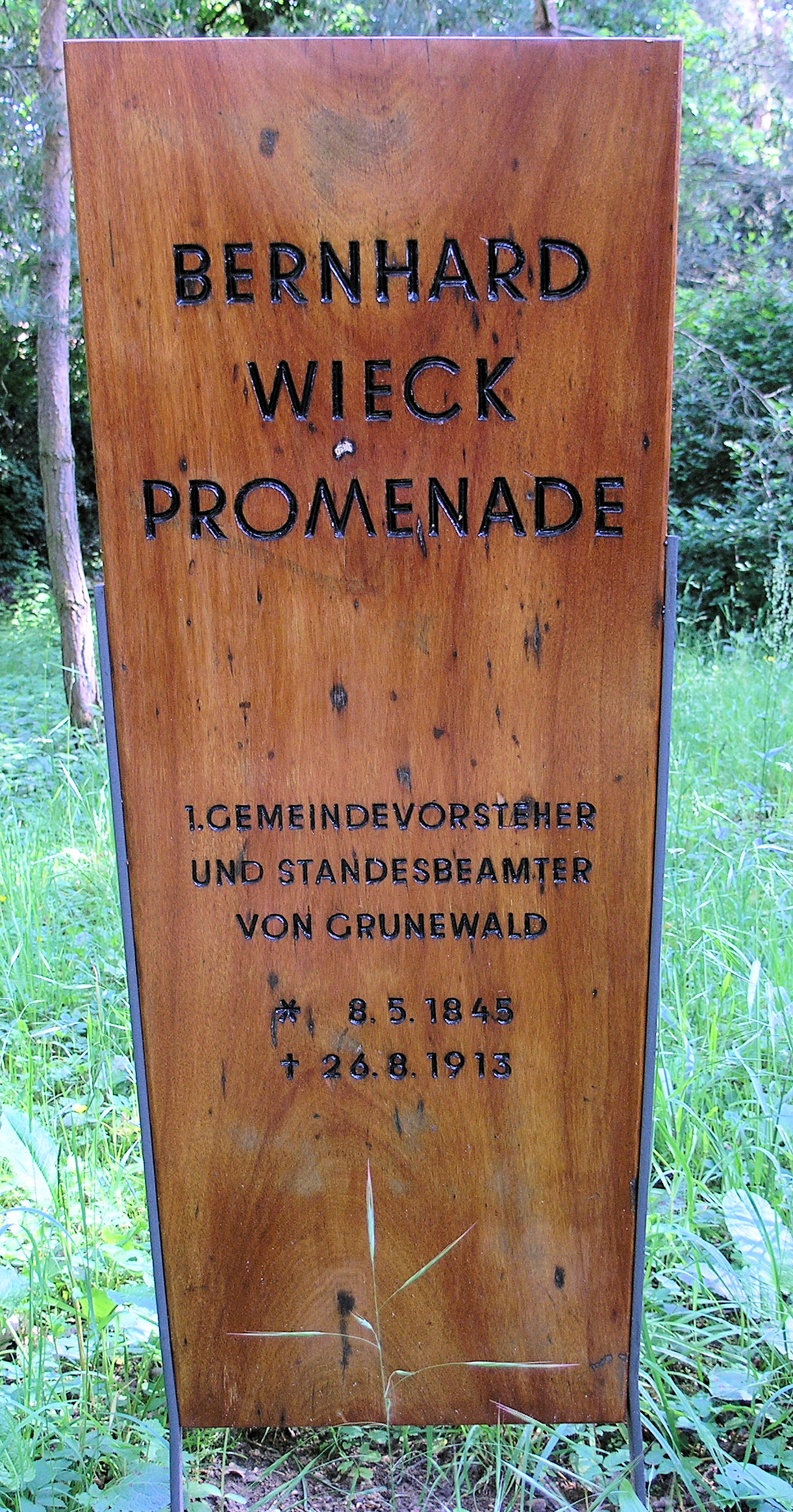
Bernhard-Wieck-Promenade, in Berlin-Grunewald

Wieck hatte in den 1860er Jahren in München und in Zürich Ingenieurwissenschaften studiert und war nach einigen Jahren beim Eisenbahnbau in den 1880er Jahren in die Direktion der "Grundrentengesellschaft" und der "Baugesellschaft am kleinen Tiergarten", zweier großer Berliner Terraingesellschaften, aufgestiegen.
Wieck war in München einer der acht Stifter des Corps Germania und schloss sich in Zürich der Landsmannschaft Teutonia (heute Corps Friso-Cheruskia Karlsruhe) an.
Er bewohnte in der unmittelbaren Nachbarschaft der Mendelssohns wie auch Friedrich Dernburgs – Wiecks Sohn Otto sollte dessen jüngste Tochter später heiraten – die Villa auf dem Grundstück Herthastraße 4. Heinrich Seeling hatte das Landhaus, das zu den ältesten erhaltenen Gebäuden der Villenkolonie zählt, 1890/91 im Zentrum der Kolonie erbaut. Wiecks Sohn Kurt erhielt u. a. Violinunterricht bei Joseph Joachim, der im Hause Bernhard Wiecks verkehrte. Später gründete der Sohn Kurt Wieck mit seiner Frau Hedwig Wieck-Hulisch das zu seiner Zeit sehr berühmte Königsberger Streichquartett.
Wieck machte sich nicht nur beruflich, sondern auch in der Interessenvertretung der Siedler als geschickter Verhandlungsführer mit den Verwaltungen einen Namen. Als die Villenkolonie Grunewald – unter anderem auf Wiecks Betreiben – im Sommer 1899 zur selbständigen Landgemeinde erklärt wurde, wählten ihn die Siedler zu ihrem ersten ehrenamtlichen Amts- und Gemeindevorsteher. Während der 14 Jahre seiner Amtszeit entstanden neben anderem die Grundschule, das Grunewald-Gymnasium (heute: Walther-Rathenau-Gymnasium) und die 1912 in Bismarck-Lyceum umbenannte Höheren Mädchenschule Grunewald (heute: Hildegard-Wegscheider-Gymnasium). Die Grunewaldkirche wurde gebaut, Verträge über die Stromversorgung der Kolonie geschlossen sowie neue Straßenbahn- und Buslinien in Richtung Innenstadt eröffnet.
Wiecks Verdienste sicherte ihm die Sympathien seiner Mitbürger. Die Trauerrede des Pfarrers schloss mit den Worten: „Wenn wir jetzt, tief bewegt, von dem teueren Mann Abschied nehmen, so können nur Empfindungen des Dankes die Herzen erfüllen. Die Geschichte seiner letzten 21 Lebensjahre, die er in unserer Mitte gewohnt hat, ist unlöslich in die Geschichte Grunewalds verwebt. Wer diese Geschichte schreiben will, muß den Namen Wieck auf jeder Seite schreiben.“ (Zitat aus dem Grunewaldecho vom 31. August 1913)
Bernhard Wieck starb in seiner Villa in der Herthastraße 4 und wurde in einem Wandgrab, das an die Giebelfront eines antiken Tempels erinnert, bestattet (Friedhof Grunewald, Abt. II, Erb. 58).

## Einzelnachweis
1. 1 2  StA Grunewald, Sterbeurkunde Nr. 34/1913

| Personendaten    | Personendaten                   |
| ---------------- | ------------------------------- |
| NAME             | Wieck, Bernhard                 |
| KURZBESCHREIBUNG | deutscher Ingenieur und Manager |
| GEBURTSDATUM     | 8. Mai 1845                     |
| GEBURTSORT       | Schleswig                       |
| STERBEDATUM      | 26. August 1913                 |
| STERBEORT        | Berlin-Grunewald                |